# Comportements de communication
Les comportements de communication sont définis comme une construction psychologique qui influence les différences individuelles dans l'expression des sentiments, des besoins et des pensées comme substitut à une communication plus directe et plus ouverte. Plus précisément, elle fait référence à la façon dont chacun exprime ses sentiments, ses besoins et ses pensées au moyen de messages indirects et d'effets de comportement. On peut soutenir qu'une grande partie de notre communication est, de fait, non verbale.
Tout comportement (ou son absence quand on l'attend) peut être jugé comme communicatif s'il tend à transmettre un message. Par exemple, une coiffure expressive, l'expression d'une certaine émotion ou même le fait faire ou non la vaisselle peuvent tous être des moyens par lesquels on se transmet des messages.
La construction de la communication comportementale est conçue comme la variation de différences individuelles. Cela signifie que certaines personnes, plus que d'autres, ont tendance à s'engager dans une communication indirecte ou comportementale, que ce soit consciemment ou inconsciemment, malgré les différentes alternatives d'utilisation de la communication verbale. Le style de comportement d'un individu affecte grandement sa communication verbale et non verbale. Il est rare qu'une personne utilise en permanence le même style de communication comportementale. Être capable d'identifier son propre style de comportement nécessite un niveau élevé de conscience de soi.

## Différents types de communication
Il existe quatre types de comportements de communication : agressif, assertif, passif et passif-agressif.

### Agressif
L'agression est définie comme un acte de colère imprévu dans lequel l'agresseur tend à blesser quelqu'un ou endommager quelque chose. Les communicateurs agressifs créent généralement des conflits évitables en s'engageant dans des attaques personnelles et des humiliations. Les communicateurs agressifs créent une situation gagnant-perdant et utilisent l'intimidation pour répondre à leurs propres besoins, souvent aux dépens des autres. Ils ressentent généralement un fort sentiment d'insuffisance, manquent d'empathie et croient que le seul moyen de satisfaire leurs besoins est le pouvoir et le contrôle. Les communicateurs agressifs ont généralement l'esprit étroit, une faible capacité d'écoute, et ont tendance à monopoliser les autres.
Les comportements observés lors d'une communication agressive comprennent souvent le fait de : rabaisser les autres, les maîtriser, ne pas leur montrer de reconnaissance, les stresser inutilement, les ignorer, ne pas prendre en compte leurs sentiments, les intimider et leur parler de manière condescendante,. Les comportements non verbaux présentés lors d'une communication agressive se traduisent par : des froncements de sourcils, des regards critiques, une posture rigide, le fait d'essayer de se tenir au-dessus des autres, comme d'utiliser une voix forte et un discours rapide.
En s'engageant dans ce type de communication, les individus ressentent généralement de la colère, de la supériorité, de la frustration et de l'impatience. La communication agressive entraîne souvent une contre-agression, une aliénation et la création d'une résistance ou d'un défi. De plus, les personnes qui subissent une communication agressive se sentent généralement irritées, sur la défensive, humiliées, blessées et/ou effrayées.
Cependant, une communication agressive est parfois pertinente. Le style de communication agressif est utile lors d'urgences ou lorsque des décisions doivent être prises rapidement.

### Assertif
L'assertivité est décrite comme la capacité d'exprimer de manière appropriée ses propres désirs et sentiments. La communication assertive est à mi-chemin entre la communication passive et la communication agressive. Elle est fondée sur la conviction que chaque individu est responsable de ses propres problèmes : il lui incombe de communiquer directement ces problèmes à son ou ses interlocuteurs. La communication assertive est une forme de communication directe, qui respecte à la fois les droits et les opinions de l'émetteur et du destinataire. Elle est directe sans être nécessairement argumentative. S'engager dans une communication assertive aide les individus à éviter les conflits, à maintenir la relation et aboutit généralement à des compromis. Cependant, la communication assertive est le style de communication le moins utilisé.
Les personnes qui s'engagent dans une communication assertive sont ouvertes à entendre les opinions des autres, sans critiquer leurs opinions, et se sentent suffisamment à l'aise pour exprimer leurs propres opinions. Les communicateurs assertifs ont généralement une haute estime d'eux-mêmes, car ils ont une confiance suffisante pour communiquer efficacement avec les autres, sans être offensés ou manipulateurs. Tout en s'engageant dans une conversation, ils indiquent leurs limites et leurs attentes, font des observations sans jugement, sont des auditeurs actifs et vérifient les sentiments des autres. Les compétences essentielles de résolution de problèmes que les communicateurs assertifs acquièrent comprennent la négociation, la confrontation aux problèmes dès qu'ils surviennent et le fait de ne pas laisser les sentiments négatifs s'accumuler.
Les comportements qui peuvent être présents lorsqu'une personne s'engage dans une communication assertive comprennent : être ouvert lorsqu'il exprime ses pensées et ses sentiments, encourager les autres à exprimer ouvertement leurs propres opinions et sentiments, écouter les opinions des autres et y répondre de manière appropriée, accepter des responsabilités, être orientés vers l'action, être capables d'admettre leurs erreurs, se fixer des objectifs réalistes, maintenir la maîtrise de soi et se comporter en égal avec leurs interlocuteurs,.
Il existe de nombreux comportements non verbaux qui représentent également une communication assertive. Les personnes engagées dans une communication assertive transmettent un langage corporel ouvert et réceptif, avec une posture droite et des mouvements détendus. Les communicateurs assertifs ont un ton de voix clair et établissent un contact visuel approprié. Ils se sentent plus confiants et se respectent davantage lorsqu'ils s'engagent dans ce type de communication. Les récepteurs d'une communication assertive ont généralement l'impression de pouvoir croire son émetteur, de savoir où elles se situent avec lui et d'avoir pour lui un sentiment de respect.
Une communication assertive a des effets positifs sur le communicateur et le récepteur. Certains effets positifs incluent : le communicateur se sent connecté aux autres, il se sent en contrôle de sa vie, il est capable de grandir en tant qu'individu parce qu'il aborde et résout les problèmes au fur et à mesure qu'ils se présentent, et crée un environnement respectueux pour les autres.

### Passif
La communication passive consiste à ne pas exprimer ses propres pensées ou sentiments et à faire passer ses besoins en dernier pour tenter de rendre les autres heureux. Les communicateurs passifs intériorisent leur inconfort afin d'éviter les conflits et d'être aimés par les autres. Ce style de communication est généralement présent lorsque les individus ont l'impression que leurs besoins n'ont pas d'importance et que s'ils expriment leurs préoccupations, ils seront rejetés. Les personnes qui affichent un style de communication principalement passif ont généralement une faible estime d'eux-mêmes et peuvent ne pas être en mesure de reconnaître efficacement leurs propres besoins. Ils ont tendance à faire confiance aux autres, mais ils ne se font pas confiance.
Il existe de nombreuses caractéristiques comportementales associées à ce style de communication. Ces caractéristiques comportementales comprennent, sans s'y limiter, le fait de : éviter activement la confrontation, avoir de la difficulté à prendre des responsabilités ou à prendre des décisions, être d'accord avec les préférences de quelqu'un d'autre, refuser les compliments, soupirer beaucoup, demander la permission inutilement et blâmer les autres. Il existe également de nombreux comportements non verbaux qui reflètent une communication passive. En règle générale, les personnes engagées dans un style de communication passive ont une voix douce, parlent avec hésitation et se font très petites. Elles ont également tendance à s'agiter et à éviter le contact visuel.
Les communicateurs passifs ont généralement des sentiments d'anxiété, de dépression, de ressentiment, d'impuissance et de confusion. Ils se sentent anxieux parce que leur vie semble être hors de leur contrôle et ils tendent à être dépressifs à cause d'un sentiment de désespoir. Les communicateurs passifs peuvent éprouver du ressentiment parce qu'ils ont l'impression que leurs propres besoins ne sont pas satisfaits et peuvent devenir confus parce qu'ils ne peuvent pas identifier leurs propres sentiments. Les personnes qui reçoivent une communication passive se sentent généralement frustrées, coupables et peuvent rejeter les communicateurs passifs pour ne pas savoir ce qu'ils veulent. Tout en s'engageant dans ce type de communication, les individus passifs se sentent généralement anxieux pendant la conversation, et blessés ou en colère plus tard.
Les communicateurs passifs ont tendance à nouer des relations de dépendance, ne savent souvent pas où se situer et tendent à surestimer les autres, ce qui altère leur estime d'eux-mêmes. Les communicateurs passifs réagissent peu aux situations blessantes, mais laissent leur inconfort s'accumuler jusqu'à ce qu'ils aient une réaction explosive. Cette explosion provoque en eux honte et confusion, les ramenant dans la communication passive.
Il existe cependant de nombreux cas dans lesquels une communication passive est nécessaire. Ces situations peuvent inclure les problèmes mineurs, les problèmes générés par la résolution d'un conflit pires que le conflit lui-même, et les émotions violentes.

### Passif-agressif
Le style passif-agressif intègre des aspects des styles de communication à la fois passifs et agressifs. Les personnes utilisant ce style semblent passives, mais expriment leur colère de manière indirecte. Les personnes qui développent ce style de communication se sentent généralement impuissantes, irritées et/ou bloquées. Un individu passif-agressif peut retenir sa colère par la procrastination, en étant exagérément oublieux ou en étant intentionnellement inefficace.
Les caractéristiques comportementales de la communication passive-agressive comprennent notamment le sarcasme, le manque de fiabilité, les plaintes fréquentes, la bouderie, la condescendance et les commérages.
Les personnes engagées dans une communication passive-agressive ont souvent une posture asymétrique et une gestuelle saccadée ou rapide. Elles peuvent également avoir une expression faciale innocente, et se montrer amicaux à l'excès pour cacher leur colère ou leur frustration. Les personnes qui reçoivent une communication passive-agressive sont généralement confuses, en colère et blessées. Les passifs-agressifs ont tendance à s'aliéner les autres parce qu'ils suscitent ces sentiments désagréables. Un style de communication passif-agressif n'aborde pas et ne traite pas correctement les questions ou problèmes pertinents. Ce style de résolution de problèmes inadapté maintient les communicateurs passifs-agressifs dans un état d'impuissance, ce qui entraîne une agression passive continue.
Des exemples de langage et de comportement passif-agressif comprennent des déclarations nostalgiques, des compliments détournés, le fait d'ignorer quelqu'un ou de se taire à dessein, de laisser quelqu'un de côté, de « saboter » quelqu'un et de marmonner pour soi-même au lieu d'affronter un problème.